# Мурильо, Майкл Амир
Майкл Амир Мурильо Бермудес (исп. Michael Amir Murillo Bermudez; род. 11 февраля 1996, Панама) — панамский футболист, защитник клуба «Олимпик Марсель» и сборной Панамы. Участник чемпионата мира 2018 года.

## Клубная карьера
Мурильо начал карьеру в клубе «Сан-Франсиско». 7 сентября 2014 года в матче против «Чепо» он дебютировал в чемпионате Панамы. 25 октября 2015 года в поединке против «Альянсы» он сделал дубль, забив свои первые голы за «Сан-Франсиско».
18 февраля 2017 года Мурильо был взят в аренду американским клубом «Нью-Йорк Ред Буллз» на один год. 5 апреля Мурильо был заявлен в фарм-клуб «Ред Буллз» в USL — «Нью-Йорк Ред Буллз II». За «Нью-Йорк Ред Буллз» в MLS он дебютировал 3 мая в матче против «Спортинг Канзас-Сити». 29 июля в поединке против канадского «Монреаль Импакт» он забил свой первый гол за «Нью-Йорк Ред Буллз». 27 ноября 2017 года «Нью-Йорк Ред Буллз» выкупил Мурильо согласно опции в договоре аренды. Он был отобран на Матч всех звёзд MLS 2018, где с командой звёзд лиги встретился итальянский «Ювентус».
6 декабря 2019 года было объявлено о переходе Мурильо в бельгийский «Андерлехт». Игрок подписал с клубом контракт до 2023 года. В Про-лиге он дебютировал 19 января 2020 года в матче против «Брюгге». 23 февраля в матче против «Эйпена» он забил свой первый гол за «Андерлехт». 4 декабря 2020 года Мурильо подписал с «Андерлехтом» новый контракт до 2025 года.

## Международная карьера
В 2015 году Мурильо был включён в заявку молодёжной сборной Панамы на участие в молодёжном чемпионате КОНКАКАФ на Ямайке. На турнире он сыграл в матчах против команд Мексики, Арубы, США, Ямайки, Тринидада и Тобаго и Гватемалы. В поединке против тринидадцев Майкл забил по гол. По итогам соревнований он завоевал серебряную медаль.
Летом того же года Мурильо принял участие в молодёжном чемпионате мира в Новой Зеландии. На турнире он был запасным и на поле не вышел.
В том же году Майкл в составе олимпийской сборной принял участие Панамериканских играх в Канаде. На турнире он сыграл в матчах против Перу, Канады, Мексики и Бразилии.
16 марта 2016 года в товарищеском матче против сборной Никарагуа Мурильо дебютировал за сборную Панамы.
В 2017 году Мурильо принял участие в Золотом кубке КОНКАКАФ. На турнире он сыграл в матчах против команд США, Мартиники, Никарагуа и Коста-Рики. В поединке против мартиникцев Майкл забил гол.
В 2018 году Мурильо принял участие в чемпионате мира в России. На турнире он сыграл в матчах против команд Бельгии и Англии.
В 2019 году Мурильо был включён в состав сборной Панамы на Золотой кубок КОНКАКАФ.

### Голы за сборную Панамы
| #   | Дата           | Место                                | Противник | Счёт | Результат | Соревнование                |
| --- | -------------- | ------------------------------------ | --------- | ---- | --------- | --------------------------- |
| 01. | 27 апреля 2016 | Пьер Алике, Фор-де-Франс, Мартиника  | Мартиника | 0:1  | 0:2       | Товарищеский матч           |
| 02. | 15 июля 2017   | Фёрст-энерджи Стэдиум, Кливленд, США | Мартиника | 3:0  | 3:0       | Золотой кубок КОНКАКАФ 2017 |

## Достижения
Клубные
 «Сан-Франсиско»
- Обладатель Кубка Панамы: 2015

 «Нью-Йорк Ред Буллз»
- Победитель регулярного чемпионата MLS: 2018

Индивидуальные
- Участник Матча всех звёзд MLS: 2018
- Член символической сборной Лиги чемпионов КОНКАКАФ: 2018[37]